# Luise Walker
Luise Walker (* 9. September 1910 in Wien; † 30. Januar 1998) war eine österreichische Gitarristin und Lehrerin für Gitarre an der Musikhochschule in Wien.

## Leben
Luise Walker studierte zunächst bei Josef Zuth, später bei Jakob Ortner an der Wiener Musikhochschule. Ihre Studien setzte sie bei Heinrich Albert, Miguel Llobet, Emilio Pujol und Andrés Segovia fort.
1940 wurde sie Professorin an der Hochschule für Musik in Wien, wo sie wie Karl Scheit eine eigene Klasse leitete. Viele ihrer Schüler, darunter Roland Neuwirth, erreichten einen hohen Bekanntheitsgrad. Luise Walker gehörte zu den bedeutendsten österreichischen Gitarristen und gab weltweit Konzerte. 1990 unterstützte sie die Gründung des ab 1992 stattfindenden Gitarrenfestivals Forum Gitarre Wien und leitete dort die ersten Meisterkurse.
Sie ist Trägerin des Goldenen Ehrenzeichens für Wissenschaft und Kunst, des Goldenen Ehrenzeichens für Verdienste um die Republik Österreich, der Ehrenmedaille der Bundeshauptstadt Wien in Gold, der Verdienstmedaille der Hochschule für Musik und darstellende Kunst in Gold, magister artium der Hochschule für Musik Graz.

## Schriften
- Ein Leben mit der Gitarre. Zimmermann, Frankfurt am Main 1989, ISBN 3-921729-37-8.
- Über die intime Kunst des Übens. In: nova giulianiad. 1986, Nr. 10, S. 88 ff.

## Literatur